# 蔣育馨

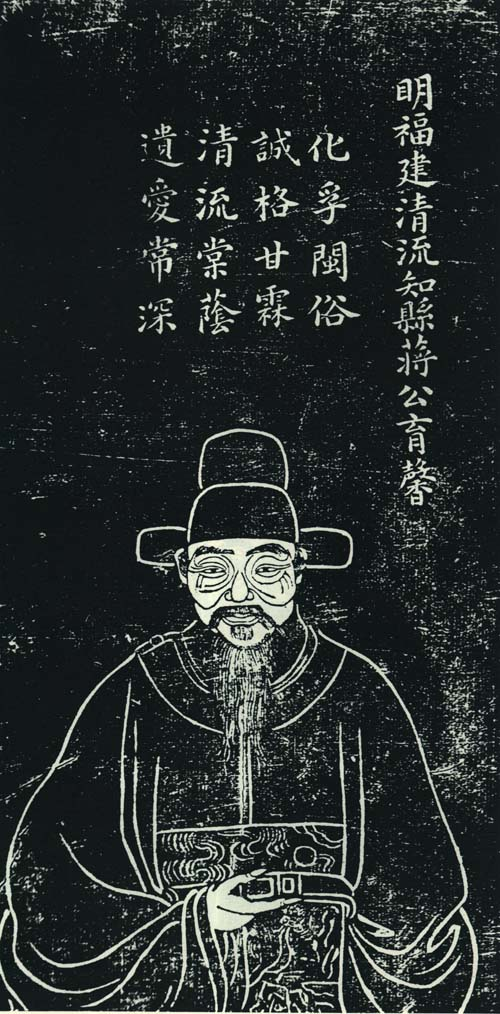
明代福建清流縣知縣蔣育馨像，刻於清道光七年（1827年），清孔繼堯繪，石蘊玉正書贊，譚松坡鐫，為《滄浪亭五百名賢像》之一。

蔣育馨（1548年—1609年），榜名茂才，字明琅，號連城，一號皆我，南直隸蘇州府長洲縣人，明朝政治人物。

## 生平
蔣育馨為蘇州婁關蔣氏家族始遷祖蔣杲（字文曜，號可竹，1460-1534）曾孫；祖父蔣京義（字民重，號春江，1492-1554）為蔣杲次子；父蔣二南（字道化，號佩弦，1527-1588）為蔣京義次子。母袁氏。從侄蔣若來。
蔣育馨為蔣二南次子，長洲庠生，隆慶元年（1567年）丁卯科應天鄉試舉人。授福建清流縣知縣，在任期間有政聲，縣民建蔣公生祠紀念他。《清流縣志》記錄其為當地旱災祈雨所著《靈雨記》一篇。入蘇州崇祀名宦鄉賢祠。著有《文章正體》、《公餘雜志》等。

## 家庭
夫人為甪直嚴氏，吏部尚書嚴訥從侄庠生嚴淑女。繼妻金氏；側室陸氏、趙氏、盛氏、劉氏。有七子，其中蔣燦為蔣育馨次子。